# ランチア・テージス
テージス（Thesis）は、イタリアの自動車製造会社ランチアが製造していたセダン型で前輪駆動方式の大型乗用車。
日本には正規輸入されていないものの、少数がガレーヂ伊太利屋の手で輸入されている。

## 概要

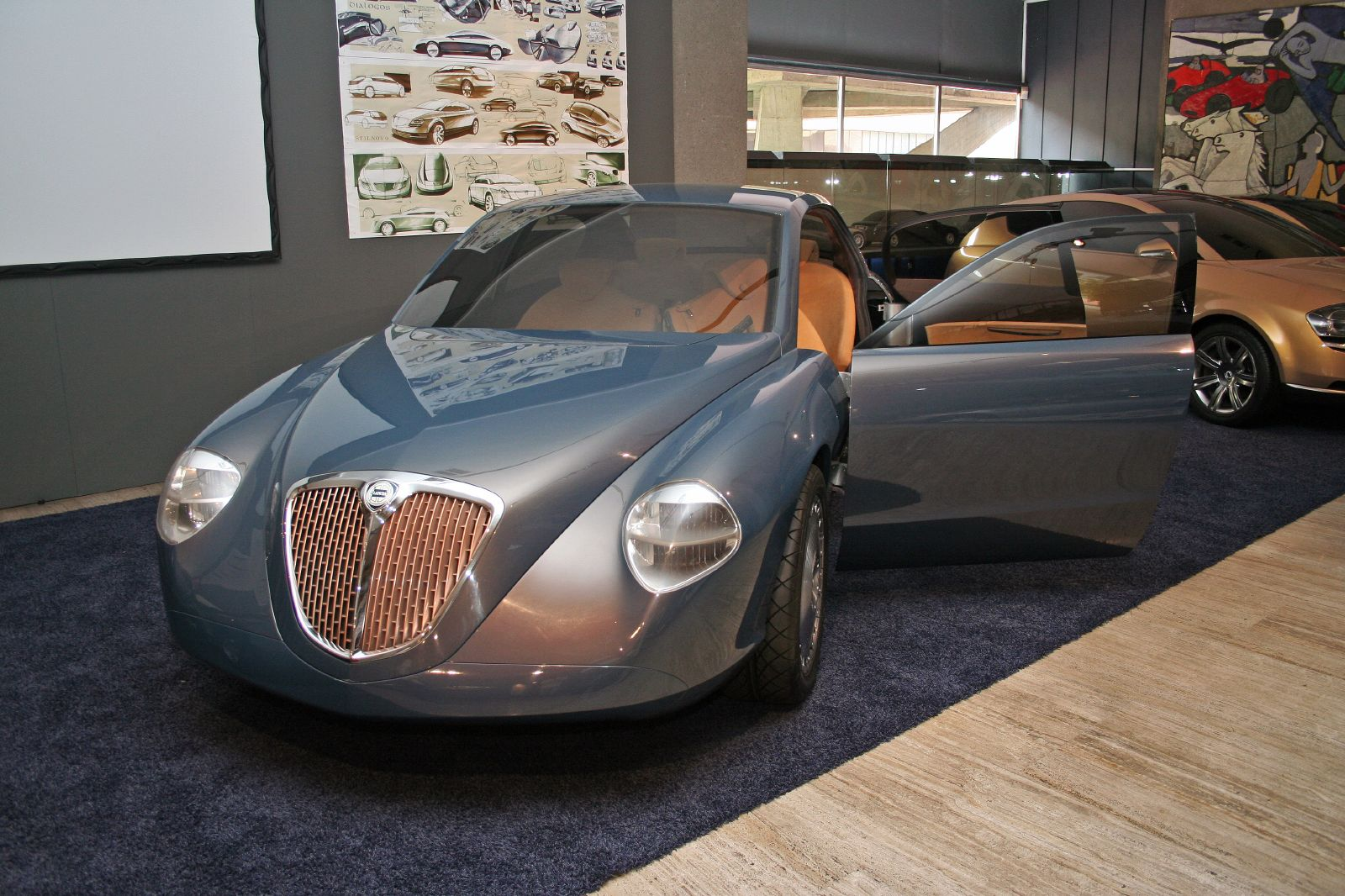
コンセプトモデル『ランチア･ディアロゴス』

1990年代後半、自社ブランドの販売低迷の上に親会社フィアットの財政難のあおりを受け、ランチアは存続が危ぶまれるほどの窮地となる。その打開策として1998年トリノモーターショーにて以降のランチアの方向性を提示したコンセプトモデル、ディアロゴスを発表する。そのデザインテーマは2001年発表のテージスによって踏襲された。
テージスは、商業的に失敗に終わった前作カッパを教訓に、当時の高級車の主流である押し出しの強い、懐古趣味的なよりデザインコンシャスな方向へと転換した。また装備面やセーフティー、ボディー剛性感、質感などの品質面も過去のランチア車種と比較して飛躍的に向上した。
イタリア本国において、ランチアの最上級セダンは伝統的に公用車として用いられており、このテージスもローマ教皇御料車（パパモビル）としてランドーレット（車名はランチア・ジュビレオ：Lancia Giubileo、テージス発表前の1999年バチカンに納車）が、大統領専用車としてストレッチリムジンが設えられ使用され、大統領車は2022年現在もパレードなどでの使用が確認できる。
商業的には販売低迷（2001～2009年の総生産台数はおよそ16,000台）や高コストの改善が為されないまま、2009年に生産終了となった。

## デザイン・内装
内装も外装同様ランチア・チェントロスティーレ（ランチア・デザインセンター）がデザインを担当。つやを控えたウッドトリム、チェスターフィールドソファ調のボタンの付いた逆三角形のヘッドレストを持つクラシカルな雰囲気のシートなどが特徴的である。内装の素材にはランチアの定石とされるポルトローナ・フラウ社が製作した本革トリムや、アルカンターラ仕立てのシートがバリエーションの中核を担う。また他の車種にはほとんど例がみられない特徴的なインテリア装備として、通常の空調吹き出しフィンの他に、インストルメントパネル上部に無数にパンチングされた小さな穴の吹出し口から、直接乗員に当たらない配慮がなされた微風が出る空調設備が装備されている。

## モデル・エンジン・装備類
当初、アルファロメオ製DOHC・V6・3リッターエンジン（215ps）、DOHC直5・2.4リッターエンジン（170ps）、DOHC直5・2リッターターボエンジン（185ps）、そしてヨーロッパでは主力となるコモンレールディーゼルの直5・2.4リッターターボエンジン（150ps）の4種のラインナップを揃えた。その後、ガソリンの2リッターターボ・2.4リッター、コモンディーゼルターボの各エンジンはインジェクター等の改良によりそれぞれパワーアップしたものが（例：ディーゼル版の150psから185psにアップ）、さらにアルファロメオの「GTA」に積まれていたV6・3.2リッターエンジンのデチューン版（230ps）がラインナップに加わった。これらのエンジンの一部に専用のアイシンAW（現:アイシン）製5段マニュアルモード付きATの他、6速マニュアルミッションなどが組み合わされた。
開発当時、親会社であるフィアットはGMとの提携下にあり、キャデラック製のノーススターV8エンジンが搭載されテストされた。しかし、その後の提携解消により計画は完全にお蔵入りとなった。その他マセラティ・クアトロポルテに搭載された4.2リッター・フェラーリ製V8エンジンも平行して搭載テストされていた。
すべてのモデルの足回りには、前後輪ともにマルチリンク式サスペンションを備え、スカイフック理論に基づく油圧制御式アクティブダンパーが設定されている。
その他特筆すべき装備では、ランチアが世界初と謳う電動パーキングブレーキが標準装備された。